# Oliver Queen (Arrowverso)
Oliver Queen también conocido por su alter ego Green Arrow, es un personaje de la franquicia de medios Arrowverso de The CW, presentado por primera vez en el episodio piloto de 2012 en la serie de televisión Arrow. El personaje está basado en el personaje de DC Comics del mismo nombre, creado por Mort Weisinger y George Papp y adaptado para la televisión en por Greg Berlanti, Marc Guggenheim y Andrew Kreisberg. Oliver Queen es interpretado por Stephen Amell y por Jacob Hoppenbrouwer en su juventud.
En la serie, Oliver es un playboy multimillonario que paso cinco años naufragando en Lian Yu (que significa purgatorio en Mandarín), una misteriosa isla en el Mar del Norte de China, donde para protegerse, debió aprender a utilizar el arco y la flecha.
Amell ha aparecido como Oliver Queen en los crossovers de las series de televisión: The Flash, Legends of Tomorrow, Supergirl y la serie animada web Vixen, sus principales armas fueron las que había aprendido a usar en el Oriente. Ha aparecido en varios cómics y novelas vinculados, además de dos videojuegos. Amell ha recibido elogios departe de los críticos por su interpretación de Oliver Queen, y ha sido nominado a varios premios por su actuación, incluidos People's Choice y Leo Award.
En Smallville
Oliver Queen y su alter ego Flecha Verde, fueron personajes recurrentes en la séptima temporada de la serie de televisión Smallville, siendo parte del elenco estable en sus últimas tres temporadas, transformándose en el interés amoroso de la amiga de Clark Chloe Sullivan, quien conocía el secreto del Hombre de  Acero, esto hizo que Oliver pudiera moverse con libertad con su arco y flecha.
En la que fue una de las escenas más potentes de la serie, y después de haber salvado a la gente de la explosión de una fábrica de tóxicos y Superman, Flecha Verde, Flash, Ciborg y Aquaman caminan en conjunto delante del fuego, Superman, Flecha Verde, Flash, Ciborg y Aquaman, en lo que pudieran considerarse los inicios de la Liga de la Justicia.
En esta serie, el personaje fue interpretado por el actor estadounidense Justin Hartley.

## Desarrollo del personaje

### Representación
Amell fue elegido como Queen en enero de 2012, y fue el primer actor en audicionar para el papel, con Kreisberg diciendo que Amell "dio en el blanco desde el principio" y "todos los demás simplemente palidecieron en comparación". El productor Marc Guggenheim expresó que el equipo creativo quería "trazar [su] propio rumbo, [su] propio destino" y evitar cualquier conexión directa con Smallville, que contó con su propio Oliver Queen/Green Arrow (quien fue Justin Hartley), optando por un nuevo actor en el papel. También fue el primer guion para el que Amell hizo una audición durante la temporada piloto, después de haber recibido múltiples guiones al comienzo del año. Para Amell, el atractivo de interpretar a Queen fue que vio múltiples roles vinculados al mismo personaje: "Queen es el playboy casual, el héroe herido, el melancólico Hamlet, el amante, el hombre de acción, etc". El actor, que ya estaba en forma desde la serie canadiense Rent-a-Goalie, realizó entrenamiento físico en la Academia de Freerunning Tempest en Reseda, Los Ángeles, California. Amell también recibió capacitación en tiro con arco, que incluyó ver un vídeo sobre cómo el tiro con arco se ha mostrado de manera incorrecta o deficiente en la televisión y el cine antes de aprender los conceptos básicos para disparar un arco. Amell describe el mantenimiento de su estado físico como el mayor desafío físico de la serie. Amell declaró que tiene que "robar tiempo en el gimnasio" y pasar tiempo en el set siendo activo.

### Caracterización
En la primera temporada, Oliver no tiene miedo de matar criminales cuando lo considera necesario. El director del episodio piloto, David Nutter, cree que, después del tiempo en la isla, Oliver regresa a Starling City con trastorno de estrés postraumático (TEPT) y esto contribuye a su voluntad de matar. Amell dijo: "Matar gente comenzará a pesar sobre Oliver. El no puede [completar su misión] solo. Tendrá que apoyarse en alguien". Amell describe a Oliver como teniendo que luchar contra sí mismo en la primera temporada, de manera similar, identifica a Oliver con TEPT, Amell ve al personaje como un "individuo dañado" que es una "bomba de tiempo"; Oliver no solo está haciendo cosas buenas, sino que está cayendo en el camino. Para Amell, la naturaleza dañada del personaje pesará sobre él durante la primera temporada, porque debe esconder su nuevo yo de su familia y disfrazarse como el "imbécil intitulado" que alguna vez fue.

### Vestimenta
El enfoque realista de la serie incluyó el diseño de vestuario para la identidad secreta de Oliver, el cual fue creado por Colleen Atwood. Según Amell, era importante que el traje fuera funcional, y la mejor manera de saberlo era si podía ponerse el disfraz solo: "Si puedo ponérmelo yo mismo, creo que la gente comprará y esa fue nuestra idea. Ese es nuestro mundo".
En la segunda mitad de la segunda temporada, Oliver reemplaza su máscara "pintada" con una máscara de dominó que le regaló Barry, similar a la que usa el personaje de los cómics. El cambio se aborda en la pantalla, con Kreisberg diciendo: "No solo se pone una máscara. En realidad, es un gran argumento en un episodio, y realmente hay una historia detrás, no solo la necesidad de la máscara sino también quien lo proporciona". Al agregar la máscara Kreisberg declaró que, "Conceptualmente, era algo que queríamos hacer porque Oliver está evolucionando como Arrow, de vigilante a héroe, más o menos de Arrow a Green Arrow, y queríamos ver esa progresión en su disfraz también. Como Oliver está aceptando ser un héroe, ser un héroe significa salir de la oscuridad y ser más un símbolo, por lo que debe tomar medidas para ocultar más su identidad ". Agregó que" permitirá que Arrow interactue con personas que no conocen su identidad de una manera mucho más orgánica que tenerlo constantemente que con la cabeza baja". [La diseñadora de vestuario Maya Mani reunió aproximadamente 50 opciones de máscaras para los productores. Varios diseños le recordaron al equipo creativo algo que Joel Schumacher crearía. Kreisberg dijo: "Lo maravilloso del diseño que Maya ideó es que realmente es muy simple, y se siente como si fuera parte de su disfraz desde el principio ... una vez que finalmente tuvimos esta máscara y nos la pusimos, incluso Stephen decía "Esta es la correcta".
En la cuarta temporada, Oliver adquiere un nuevo traje. Diseñado por Mani al final de la tercera temporada, el disfraz originalmente tenía mangas completas. Después del aporte del productor Greg Berlanti y Amell, Mani rediseñó el disfraz para mostrar los bíceps del personaje y reflejar mejor a la contraparte del cómic. Según Mani, "quería que fuera táctico, por lo que los hombros son un poco más [...] duros, también quería que él pudiera quitar una capa o estar en la capa y seguir siendo Arrow, pero no tener el higo completo".

### Alias
Oliver Queen tenía varios alias antes de ser conocido como "Green Arrow". Su primer alias en Star City fue "El encapuchado", utilizado por primera vez en el tercer episodio de la primera temporada "Lone Gunmen", hasta el tercer capítulo de la segunda "Broken Dolls" cuando Quentin Lance comienza a usar "Arrow" como su nuevo nombre. Cuando Oliver se une a la Liga de Asesinos, Ra's al Ghul le da su nombre de Liga de السهم (Al Sah-him). Su alias final y actual es "Green Arrow", que adoptó cuando regresó a Star City, ya que Roy Harper previamente confesó ser "Arrow" para protegerlo. Mientras estuvo en Rusia, aunque no lo usó para identificarse, fue conocido por otros como Luchnik y Kapiushon. Durante su tiempo en prisión se le dio el número de prisión de "Preso 4587"

### Relaciones
Originalmente enmarcado como un "playboy multimillonario", el personaje estuvo involucrado en múltiples parejas románticas en el transcurso de las dos primeras temporadas de la serie. Sin embargo, desde la tercera temporada en adelante, su principal relación romántica es con el personaje Felicity Smoak, quien originalmente estaba programada para aparecer en un episodio de la primera temporada, pero luego se convirtió en un personaje principal. La dinámica se desarrolló en la segunda temporada, con Stephen Amell diciendo "ella es la mujer que en este momento me conoce mejor que nadie". En declaraciones a TV Line antes del estreno de la tercera temporada, cuando se le preguntó si "hay un lugar en Arrow para un gran amor", Amell dijo, "Creo que Laurel y Sara, para Oliver, fueron amores que fueron principalmente del pasado, desde antes del barco. Y cualquier otro tipo de relación breve que haya tenido ha sido defectuosa. Felicity claramente, en el transcurso de más de dos temporadas, se ha convertido en ese amor por él". Hablando sobre el desarrollo de la relación en 2018, declaró que "en nuestro programa, fueron Oliver y Felicity, y serían ellos sin importar qué". La actriz Emily Bett Rickards, quien interpreta a Felicity, cree que ella y Oliver son almas gemelas, un sentimiento hecho eco por Amell. La productora ejecutiva y showrunner Wendy Mericle describió el emotivo viaje que Oliver atravesó durante el crossover del Arrowverso en 2017, en el que él y Felicity se casaron, como uno en el que "explora la cuestión del amor verdadero". Hablando sobre la relación en la segunda mitad de la séptima temporada, la showrunner Beth Schwartz comentó: "Definitivamente están encaminados. En cierto sentido, han vuelto a ser normales entre ellos. No hay fricción entre la relación. Tienen un muchos obstáculos en su camino, pero serán un equipo. No los separará ... Serán una fuerza a tener en cuenta".
Oliver también tiene conexiones con los otros personajes del programa. Amell ve la relación entre Oliver y su madre a su regreso de la isla, como casi conflictiva. Para él, la familia Queen tiene muchos esqueletos en sus armarios, lo que les ayudó a acumular su riqueza, y su regreso es una amenaza para ese estilo de vida. La relación de Oliver con su hermana menor Thea cambia una vez que él regresa de la isla también. Amell nota que Thea admiraba a Oliver antes de que desapareciera, pero era un Oliver inmaduro y un imbécil. Cuando regresa, Thea se ha hecho cargo de ese papel y Oliver tiene que reconocer que su comportamiento antes impedía su habilidad para llegar a Thea en la primera temporada.

## Historia

### Temporada 1
Oliver Queen aparece por primera vez en el episodio piloto de la serie. Unos pescadores lo descubrieron en la isla desierta de Lian Yu, después de haber naufragado allí cinco años después del hundimiento de su yate familiar "El Gambito" en el que estaba con su padre Robert Queen y Sara Lance (la hermana de Laurel, su novia de ese entonces) siendo el único sobreviviente. Cuando regresa a Starling City es recibido por su madre Moira, su hermana Thea, su mejor amigo Tommy Merlyn y Laurel, quienes notan un rotundo cambio en el. Oliver ha regresado a Starling City para llevar a cabo un plan de redención por su padre, a quien Oliver cree que no hizo todo lo posible para ayudar a los ciudadanos de Starling City. La primera temporada se centra en Oliver reajustándose a la vida durante el día y pasando las noches vestido como un vigilante encapuchado. Como vigilante, Oliver lleva un arco y flechas, y actúa como juez, jurado y, si es necesario, verdugo de los ricos que han usado su dinero y poder para aprovecharse y lastimar a los ciudadanos de Starling City, y en el proceso es envuelto en conflictos con algunos de los criminales de la ciudad, incluidos la líder de la tríada China White y el narcotraficante El Conde.
En los episodios "Lone Gunmen" y "The Odyssey", Oliver se ve obligado a revelar su identidad a su guardaespaldas John Diggle y a la especialista en informática Felicity Smoak respectivamente. Con el paso del tiempo, ambos se une a Oliver en su objetivo de salvar a la ciudad de un grupo misterioso que está decidido a destruir Glades, un barrio de Starling City lleno de crimen. Finalmente, Oliver descubre que el líder del grupo es el padre de Tommy, Malcolm Merlyn, quien también fue responsable del sabotaje del yate de la familia de Oliver y, por lo tanto, de la muerte de su propio padre, lo que lleva a Oliver y a Merlyn a convertirse en enemigos. La primera temporada también presenta escenas retrospectivas del tiempo de Oliver en Lian Yu y los habitantes con los que se encuentra mientras está allí, siendo Yao Fei y Slade Wilson, quienes le enseñan a Oliver cómo sobrevivir en la isla, entrenándolo para el combate y en el uso del arco mientras conspiran para evitar que Edward Fyers destruya un avión comercial chino.

### Temporada 2
En la segunda temporada, Oliver se encuentra inicialmente en la isla, después de haber regresado como penitencia por lo que considera una responsabilidad personal por la destrucción exitosa de los Glades y la pérdida de su mejor amigo. Finalmente regresa para salvar la compañía de su familia, y decide que necesita honrar a su amigo al detener el crimen en la ciudad sin matar. Oliver pasa la segunda temporada siendo acosado por Slade Wilson, quien sobrevivió a Lian Yu y llega a Starling City decidido a hacer que Oliver sufra como lo hizo en la isla. Al final de la temporada, Oliver ha perdido su compañía ante Slade, y debe lidiar con un ejército de soldados con fuerza sobrehumana que están decididos a destruir Starling City por orden de Slade. Oliver y sus amigos, que ahora incluyen a la asesina entrenada Sara Lance, un aspirante a vigilante llamado Roy Harper, y miembros de la Liga de Asesinos, son capaces de detener al ejército y Slade. Los flashbacks de la segunda temporada se centraron en el deterioro de la relación entre Oliver y Slade, el descubrimiento de una fórmula que puede crear superfuerza y casi invulnerabilidad llamada Mirakuru y un grupo de prisioneros que están siendo experimentados en la costa de la isla.

### Temporada 3
En la tercera temporada, Oliver se enfrenta a Ra's al Ghul después de la muerte de Sara. Para proteger a su hermana, que había sido drogada y obligada a matar a Sara por Malcolm, Oliver se responsabiliza por el asesinato y enfrenta a Ra's en un juicio por combate. Después de sobrevivir a la espada de Ra's al Ghul, este último lo persigue para convertirse en el nuevo líder de la Liga. Después de que Ra hiere mortalmente a Thea, Oliver acepta su oferta para poder usar el Pozo de Lázaro para salvar a Thea. En "Al Sah-him", Oliver aparece en Starling City para matar a Nyssa al Ghul, quien también reclama el título de "Heredero del Demonio", donde se revela que Ra's le ha lavado el cerebro para que renuncie a todas las cosas de "Oliver Queen". En "This Is Your Sword", se muestra que Oliver está mintiendo a Ra's y planea destruir la Liga desde adentro. El final de la tercera temporada presenta a Oliver matando a Ra's, y posteriormente renunciando a ser un héroe para Starling City y dejando una nueva vida con Felicity. En el transcurso de la temporada, Laurel y Thea se hacen cargo de los roles de Sara y Roy en el equipo. Los flashbacks de la tercera temporada se centraron en Oliver viviendo en Hong Kong y entrenando con Amanda Waller y sus subordinados.

### Temporada 4
En la cuarta temporada, después de retirarse del vigilantismo, Oliver ha vivido una vida feliz con Felicity Smoak en Ivy Town, hasta que Thea y Laurel se acercan a él, diciéndoles que lo necesitan de vuelta en la recién renovada Star City, que ha sido tomada por "Ghosts". Finalmente descubre que el autor intelectual es el líder de H.I.V.E, Damien Darhk, y se convierte en enemigo de Darhk como él mismo y su alter ego vigilante. A medida que el personaje de "Arrow" se ha empañado, Oliver ahora usa el nombre en clave "Green Arrow" cuando se convierte en vigilante una vez más, pero como un símbolo de esperanza para la ciudad, recuperando gradualmente la confianza de Diggle. Oliver también decide postularse para alcalde de Star City. Durante este tiempo, Oliver descubre que él es el padre biológico de un niño de nueve años llamado William, con Samantha Clayton, una compañera de clase universitaria a la que Oliver tuvo una aventura de una noche durante su relación con Laurel. Este descubrimiento complica su relación con Felicity y su deber como Green Arrow, y amenaza con poner en peligro su campaña de alcalde. Después de los ataques posteriores de Darhk que dejan a Felicity permanentemente parapléjica, secuestran a su hijo y matan a Laurel, lo que lleva a Oliver a aprovechar su oportunidad para matar a Darhk cuando surja, mientras su equipo ayuda a evitar los planes de Darhk para un holocausto nuclear. Los flashbacks de la cuarta temporada se centran en que Oliver regrese con Lian Yu por orden de Amanda Waller para infiltrarse en la misteriosa organización Shadowspire.

### Temporada 5
En la quinta temporada, Oliver recluta a un equipo de vigilantes para ayudar a equilibrar su doble vida como Green Arrow y como alcalde de Star City. También lo acecha un misterioso arquero, Prometeo, que tiene un vínculo problemático con su pasado como Arrow. Más tarde, Oliver se da cuenta de que Prometeo es alguien cercano a él. Oliver también se enfrenta a la posibilidad de que su vida haya sido afectada inadvertidamente por las acciones del viaje en el tiempo de su amigo y aliado Barry Allen. Los flashbacks de la temporada exploran el tiempo de Oliver en Rusia, donde se une a Bratva como parte de una táctica de asesinato contra Konstantin Kovar y explora la fraternidad criminal en el proceso. Allí, se encuentra y es entrenado por una de las hijas de Ra's al Ghul, Talia al Ghul, como un arquero encapuchado, antes de regresar a Lian Yu y posteriormente a Starling City.

### Temporada 6
En la sexta temporada, después de una serie de batallas con Prometeo que condujo a la muerte de Samantha, Oliver lucha por criar al propio William e intenta tener una relación con su hijo. Después de que él y Felicity reavivaron su romance, finalmente se casaron en Central City con Barry Allen e Iris West. Oliver también desarrolla una enemistad con el hacktivista Cayden James y su camarilla, y también descubre que Ricardo Díaz los está manipulando uno contra el otro antes de luchar contra el propio Oliver después de matar a James. Al final de la temporada, Oliver se ve obligado a entregarse al FBI a cambio de sus ayudas contra Díaz, revelando al mundo que él es Green Arrow en el proceso.

### Temporada 7
En la séptima temporada, Oliver intenta reducir su sentencia por buenos comportamientos con la esperanza de regresar con su familia, pero se ve complicado por algunos de sus viejos enemigos que están encarcelados con él y, además, algunos reclusos que trabajan para Díaz. Se entera de que hay otro arquero vigilante en Star City, a quien los medios llaman la "nueva Green Arrow". A través de los informes de noticias, Oliver descubre que las habilidades y tácticas del vigilante coinciden misteriosamente con las suyas. Sin que Oliver lo sepa, el vigilante es en realidad su desconocida media hermana paterna Emiko, quien se concibe a partir del romance extramarital de su padre con una mujer llamada Kazumi Adachi. Cuando Ricardo Díaz fue capturado, Oliver es liberado de la prisión y sustituido como parte del Departamento de Policía de la ciudad Star City y reanuda la lucha contra el crimen como Green Arrow, que ahora lucha sin la máscara y la capucha. Finalmente, Emiko se revela como la líder de una organización criminal llamada "Noveno Círculo", que busca destruir el legado de Oliver. En el final de la temporada, el Equipo Arrow frustra el plan de Noveno Círculo y Oliver hace las paces con Emiko antes de su muerte. Oliver y Felicity dejan Star City para esconderse del Noveno Círculo. Después de que Felicity da a luz a una niña llamada Mia, ella y Oliver se enfrentan al Monitor, quien previamente hizo un trato con Oliver para salvar las vidas de Barry y Kara Danvers a cambio de su ayuda en la crisis inminente que amenaza al multiverso. Oliver se va con el Monitor a pesar de saber que no volverá de la calamidad. Los flash-forward de la temporada se centran en William y en la edad adulta de Mia mientras luchan contra una compañía llamada Galaxy One.

### Temporada 8
En la última temporada, Oliver trabaja con Mar Novu para prevenir una crisis inminente luego de un trato que hizo con Oliver para salvar las vidas de Barry Allen y Kara Danvers. Para su primera misión, Novu lleva a Oliver a la Tierra-2 para recuperar partículas de estrellas enanas de Tommy Merlyn, que es el Arquero Oscuro de esa Tierra, con la ayuda de Laurel y el Green Arrow de Tierra-2, Adrian Chase. Oliver tiene éxito en su misión, solo para presenciar la destrucción de Tierra-2 con Laurel como único sobreviviente.
Después de que Diggle y Tatsu lo ayudaran a colocar a un científico llamado Dr. Robert Wong en A.R.G.U.S. bajo custodia, Oliver se reúne con Thea y Talia cuando viaja a Nanda Parbat, donde descubre que Novu podría estar causando la crisis en lugar de prevenirla. Luego lo llevan de regreso al búnker donde conoce a las futuras versiones de sus hijos Mia y William, así como a Connor Hawke, el futuro hijo adoptivo de John. Oliver decide vincularse con los futuros Mia y William, ya que espera no vivir más allá de la Crisis, sorprendido de saber que sus hijos y los de sus amigos están en guerra en el futuro, y la hija de Rene, Zoe, es asesinada por el hijo de Diggle, J.J. durante el conflicto. Oliver y su equipo pueden reunir los recursos para tratar de oponerse a la destrucción predicha por el Monitor, pero Oliver finalmente muere en la hora inicial de la Crisis cuando se sacrifica para ayudar a los residentes de Tierra-38 a evacuar protegiendo una torre que está frenando la destrucción de la antimateria. Mia y Sara intentan revivirlo con un Lazarus Pit, pero solo pueden restaurar su cuerpo sin recuperar su alma. John Constantine lleva a John Diggle y Mia a la Tierra-666 para cobrar un favor con Lucifer para intentar recuperar el alma de Oliver del Purgatorio, pero antes de que pueda ser devuelto a su cuerpo, Oliver es 'reclutado' por Jim Corrigan para convertirse en el anfitrión. de la poderosa entidad conocida como el Espectro. Habiendo contactado a los siete Paragons supervivientes del multiverso (Barry, Sara, Kara, J'onn J'onzz, Kate Kane / Batwoman, Ryan Choi y Lex Luthor), Oliver es capaz de llevarlos a una posición en la que puedan enfrentarse a las fuerzas de Anti-Monitor mientras se enfrenta al propio villano y desencadena la reconstrucción del universo a costa de su propia vida. El episodio final de "Crisis" ve a los héroes formar un equipo de Crisis para responder a futuras amenazas de una manera más preventiva, precedido por una transmisión de noticias en la que el presidente pide al mundo que honre a Oliver por su sacrificio. El episodio final de "Arrow" muestra el funeral de Oliver, al que asistieron Barry, Kara y todos los amigos y familiares clave de Oliver, incluidos los resucitados Moira Queen y Quentin Lance (Thea y Moira especulan que Oliver no devolvió la vida a su padre como La vida de Robert habría afectado la capacidad de Oliver para convertirse en héroe). Al final del episodio, ambientado en 2040, el Monitor lleva a Felicity a una dimensión de bolsillo donde puede estar con Oliver para siempre en una versión del más allá.

## Crossovers
Hasta 2019, Amell ha aparecido como Oliver Queen en cinco shows pertenecientes al Arrowverso, siendo Arrow, The Flash, Legends of Tomorrow, Vixen, Supergirl, y Batwoman, habiendo aparecido en todas las temporadas de Arrow (8 temporadas), The Flash (6 temporadas) y Vixen (2 temporadas), también apareció en 3 temporadas de Legends of Tomorrow, 3 temporadas de Supergirl y la primera temporada de Batwoman.
En 2014-15, hizo su primera aparición cruzada en el episodio piloto de The Flash, dando a Barry Allen algunos consejos sobre cómo convertirse en un héroe. Después de eso, apareció en el octavo episodio de The Flash, titulado "Flash vs. Arrow", donde aprende sobre los metahumanos y se ve obligado a luchar contra Barry después de que este sufre un lavado de cerebro para volverse volátil y físicamente agresivo. Oliver también apareció en el episodio 22 de The Flash, "Rogue Air", ayudando a Barry y Firestorm, Ronnie Raymond y Martin Stein, a derrotar al Flash Reverso.
En 2015-16, expresó al personaje en la primera temporada de la serie web Vixen, en la que él y Barry rastrean a Mari McCabe, la portadora del tótem Tantu que se convierte en el vigilante místico Vixen, y se convierte en sus aliados. Más tarde, Oliver apareció en un crossover de dos partes que abarcó el episodio de la segunda temporada de The Flash "Legends of Today" y el episodio de la cuarta temporada de Arrow "Legends of Yesterday", con sus respectivos equipos y los de Barry trabajando juntos para detener a Vándalo Salvaje. Aparece brevemente en el episodio piloto de Legends of Tomorrow, aconsejando a Ray Palmer sobre unirse a la misión de viaje en el tiempo de Rip Hunter. Oliver aparece una vez más en Legends of Tomorrow, en su sexto episodio, como una posible versión de 2046 del personaje, esta versión tiene una perilla y le falta el brazo izquierdo con una prótesis cibernética, un guiño a la representación del personaje en los cómics "The Dark Knight Returns" y "The Dark Knight Strikes Again".
En mayo de 2015, Amell reveló que tuvo conversaciones con DC Entertainment para retratar al personaje en Constantine, un programa que inicialmente no se describía como existente en el universo compartido creado por The CW, y dijo: "La razón por la que iba a ser estrella invitada en Constantine, al menos la idea que estábamos lanzando era [de Constantine] un experto en lo que respecta al Pozo de Lazaro, que ahora es algo de lo que forma parte y seguirá siendo parte de Arrow". Amell declaró que, a pesar de que Constantine no fue renovado para una segunda temporada en la NBC, un crossover "estaba y sigue sobre la mesa". En agosto de 2015, se confirmó que Matt Ryan, quien interpretó a Constantine, apareciera en Arrow en el episodio "Haunted" de la cuarta temporada, esto preparó el escenario para que Constantine se convirtiera en parte del elenco de Legends of Tomorrow en la cuarta temporada del programa.
En 2016-17, apareció en los 3 episodios de "Invasion!" de Arrow, The Flash y Legends of Tomorrow. Historia, en donde los Dominators atacan la Tierra y los diversos héroes deben unirse para luchar contra ellos, obligando a Oliver a enfrentar su papel como el catalizador indirecto de la era moderna de los héroes mientras ayuda a Barry Allen a coordinar las defensas metahumanas de la Tierra. También expresó el personaje para la segunda temporada de Vixen.
En 2017-18, apareció en los 4 episodios de la historia de Arrow, The Flash, Legends of Tomorrow y Supergirl llamada "Crisis on Earth-X", donde Oliver y Sara lideran a los héroes de su mundo, Earth-38, y Earth-X luchará contra los invasores de la Tierra-X gobernada por los nazis. Oliver se enfrenta a su doppelgänger Dark Arrow (también interpretado por Amell cuando está desenmascarado), a quien Oliver está decidido a matar después de descubrir la villanía y el estado de su contraparte como el líder del Reich. Oliver también aparece en el estreno de la segunda temporada de Legends of Tomorrow, en el que ayuda a Nate Heywoo a rastrear a Waverider, donde descubren a Mick Rory en estasis después de un enfrentamiento con Damien Dahrk en el año 1942 , lo que resultó en la separación de Rip Hunter y The Legends, con la excepción de Rory, quien informa a Oliver y Nate sobre lo que sucedió.
En 2018-19, apareció en los 3 episodios de Arrow, The Flash y Supergirl que conforman la historia de "Elseworlds", en la que Oliver y Barry intercambian temporalmente identidades y poderes debido a la manipulación del psiquiatra John Deegan, quien recibió el libro del destino del Monitor como parte de una prueba.
En la temporada de televisión 2019-2020, en el crossover "Crisis on Infinite Earths", Oliver se sacrifica tratando de salvar a la gente de Tierra-38. En el más allá, su espíritu elige convertirse en el Espectro antes de ser resucitado para obtener el poder necesario para derrotar al Anti-Monitor. Durante la batalla que sigue, Oliver usa sus poderes para recrear el multiverso, lo que resulta en Tierra-1, Tierra-38 y Tierra-TUD5, donde la serie de televisión Black Lightning se fusionará con la Tierra-Prima. Aunque Oliver murió por segunda vez como resultado, con sus amigos y aliados continúan defendiendo la Tierra-Prima en su memoria.

## Tierras alternas

### Oliver Queen (Tierra-2)
En el episodio de la segunda temporada de The Flash, "Enter Zoom", se revela a través del video de Tierra-2 que el Oliver Queen de esa Tierra, murió cuando el yate familiar de los Queen se hundió, y que su padre, Robert Queen, sobrevivió y se convirtió en un vigilante conocido como "El encapuchado".

### Oliver Queen (Tierra-16)
Este Oliver ha experimentado principalmente los mismos eventos que su contraparte de la Tierra-1

### Flecha Oscura (Tierra-X)
Durante el evento cruzado Crisis on Earth X, ambientado en la Tierra-53, se revela que uno de los principales antagonistas es el Oliver Queen de esa Tierra. Conocido como Dark Arrow, el personaje es el sucesor de Adolf Hitler como Führer, en un mundo donde los nazis ganaron la Segunda Guerra Mundial y lograron la dominación mundial. Está casado con Overgirl, la versión de Tierra X de Kara Zor-El. Otro arquero de Tierra-X llamado Black Arrow, con la voz de Matthew Mercer, aparece en la serie animada web Freedom Fighters: The Ray.

## En cómics y novelas
La versión de Arrow de Oliver Queen apareció por primera vez en el cómic precuela de 2012 "Arrow # 1: Special Edition". El cómic fue lanzado antes de que la serie se emitiera y se vincula con la primera temporada de la serie de televisión. El cómic se desarrolló más tarde en una serie de cómics digitales en curso titulada Arrow que duró 36 capítulos entre 2012 y 2013 y contó con varias historias. Al año siguiente, el personaje apareció en Arrow: Season 2.5, una serie de cómics quincenal que colmó la brecha entre el final de la segunda temporada y el comienzo de la tercera.
En 2015, Oliver apareció en la novela vinculada, Arrow: Vengeance, escrita por Oscar Balderrama y Lauren Certo. En 2016 apareció en la novela crossover The Flash: The Haunting of Barry Allen escrita por Susan y Clay Griffith, y en 2017 en la conclusión del crossover, Arrow: A Generation of Vipers, de los mismos autores. En 2018, Oliver apareció en la novela vinculada Arrow: Fatal Legacies, en coautoría de Marc Guggenheim y James R. Tuck, publicada en enero de 2018, que colmó la brecha entre el final de la quinta temporada y el estreno de la sexta.

## En otros medios
La versión del personaje presentada en el Arrowverso ha aparecido en dos productos de videojuegos. El juego de 2013 Injustice: Gods Among Us contiene contenido descargable que presenta un disfraz opcional para Green Arrow basado en la primera temporada de la serie, Amell proporciona voz y semejanza al traje. El juego Lego Batman 3: Beyond Gotham del año 2014, presenta un paquete de contenido descargable que incluye a Oliver Queen en su versión de Arrow, así como un nivel de bonificación establecido en Lian Yu en el que Oliver entrena con Slade y ataca el campamento de Fyers para destruir un arsenal de armas, con Amell también poniendo voz al personaje. Arrow volvería a aparecer como un personaje descargable en Lego DC Super-Villains como la variante de TV Heroes de Green Arrow en lugar de un personaje separado esta vez.